# Les Invisibles (comics)
Pour les articles homonymes, voir Les Invisibles.
Les Invisibles (The Invisibles en version originale) est un comics créé par Grant Morrison et dessiné par plusieurs artistes pour DC Comics dans la collection Vertigo de 1994 à 2000.

## Synopsis
Les Invisibles raconte les aventures d'un groupe secret, The Invisble College, composé de King Mob, la chamane brésilienne transgenre Lord Fanny, Boy un ex-agent de la police new-yorkaise, la télépathe Ragged Robbin et Jack Frost qui est peut-être l'incarnation de Bouddha. Ils luttent contre des extra-terrestres : les Archons of the Outer Church.

## Publication
La série dure de 1994 à 2000 et comprend 59 numéros plus deux histoires courtes.

### Albums en français
- série Les Invisibles, Le Téméraire
  1. Science occultée, 1999 (The Invisibles vol. 2 #1-4)
  2. Time Machine Go, 1999 (The Invisibles vol. 2 #5-7)
- série Les Invisibles, Panini Comics
  1. Say you want a Revolution, 2008 (The Invisibles vol. 1 #1-12)
  2. Entropy in the U.K., 2008 (The Invisibles vol. 1 #13-25)

## Adaptation
En 2018, il est annoncé que la série serait adaptée par Universal Cable Productions.